# Apsectrotanypus maculosus
Apsectrotanypus maculosus är en tvåvingeart som först beskrevs av Freeman 1961.  Apsectrotanypus maculosus ingår i släktet Apsectrotanypus och familjen fjädermyggor. Inga underarter finns listade i Catalogue of Life.